# Saison 2020-2021 de la Section paloise
Cette page présente la saison 2020-2021 de la Section paloise en Top 14 et en challenge européen.

## Entraîneurs
- Nicolas Godignon (manager sportif)
- Frédéric Manca (manager sportif)
- Conrad Smith (directeur du développement et de la formation, chargé de la stratégie sportive et de la défense)
- Paul Tito (entraîneur adjoint chargé des avants)
- Thomas Domingo (chargé de la mêlée)
- Geoffrey Lanne-Petit (entraîneur adjoint chargé des arrières)

Le 9 décembre 2020, les managers Nicolas Godignon et Frédéric Manca prennent du recul et ne dirigent plus la préparation des matchs. Cette mission est alors assurée par Paul Tito, Thomas Domingo et Geoffrey Lanne-Petit.
En février 2021, Conrad Smith quitte le club pour retourner en Nouvelle-Zélande pour des raisons familiales.
Sébastien Piqueronies, initialement nommé manager pour la saison suivante, intègre finalement le staff en tant que manager dès le 1er mai 2021.

## La saison

### En Top 14
La Section paloise ouvre la saison 2020-2021 du Top 14 (initialement, c'est la rencontre Stade Français-UBB qui devait ouvrir la saison mais elle est reportée pour cause de Covid-19) avec un déplacement au GGL Stadium le 4 septembre après six mois sans compétition. Le match est marqué par une coupure de courant générale du stade au bout de trois minutes qui entraîne une interruption d'un quart d'heure du match. La Section paloise s'impose face au Montpellier Hérault Rugby grâce à un essai de pénalité après le temps réglementaire. Les joueurs de la Section signent une deuxième victoire consécutive lors de la deuxième journée de championnat face au SU Agen. Le club palois subit sa première défaite de la saison sur le terrain du CA Brive dans un match marqué par trois cartons rouges (2 pour Mitch Lees et Setareki Bituniyata pour Brive et Clovis Le Bail pour Pau). Lors de la venue du LOU à Pau, les béarnais sont menés de 14 points à 10 minutes de la fin du match mais deux essais signés Thibault Daubagna et Eliott Roudil leur permettent de repartir avec le match nul. Le week-end suivant, ils repartent de l'avant avec une victoire face à l'Union Bordeaux Bègles. Lors de la 6e journée, les palois se déplaçaient au stade Marcel-Michelin pour y défier ASM Clermont et revenir avec une défaite 50 à 29 mais ce match marque la première titularisation en Top 14 de Thibault Debaes à 18 ans. Initialement prévu à 19h, la réception du Stade rochelais au stade du Hameau pour la 7e journée de Top 14 est décalé à 17h en raison du couvre-feu instauré dans le Béarn en raison de la pandémie de Covid-19. Après une défaite à domicile face au Stade rochelais, les béarnais repartent avec le bonus défensif sur le terrain du Racing 92 lors de la 8e journée de Top 14. La Section paloise subit une 5e défaite consécutive à Mayol face au RC Toulon lors de la 9e journée de Top 14, puis une 6e défaite de suite à domicile face au Castres olympique. Le match du Boxing Day face au Stade Français Paris, initialement prévu à 16h, est décalé à 19h en raison des difficultés pour les joueurs parisiens d'embarquer à bord de leur avion à cause de la tempête Bella. Les palois s'imposent 29 à 27 face aux parisiens, sur leur pelouse, grâce à une pénalité d'Antoine Hastoy à 30 secondes de la sirène et permet au club béarnais de retrouver la victoire en Top 14. Le match face à l'Aviron bayonnais, comptant pour la 13e journée de Top 14 et initialement prévu le samedi 2 janvier 2021, est reporté en raison d'un grand nombre de joueurs contaminés à la Covid-19 au sein de l'effectif basque. Le 3 janvier 2021, un communiqué du club annonce que des cas de Covid-19 ont été détectés au sein de l'effectif professionnel entrainant le report du match face à l'ASM Clermont, initialement prévu le samedi 9 janvier, au dimanche 10 janvier 2021 à 16h40. Le match face à l'Aviron bayonnais, comptant pour la 13e journée de Top 14, est reportée au samedi 16 janvier 2021. Les palois s'imposent d'un petit point au stade Jean Dauger, 22 à 23 face aux bayonnais. Les palois s'incline face aux brivistes, 27 à 32, au Stade du Hameau lors de la 19e journée de championnat avec le point de bonus défensif. Lors de la 15e journée de Top 14, les palois s'imposent 17 à 18 au Stade de Gerland face au Lyon OU. La Section s'incline au stade Ernest-Wallon, 31 à 9, face à un Stade Toulousain dominateur qui marque trois essais dès la première mi-temps par Cheslin Kolbe, un essai de pénalité et par Emmanuel Maefou. Lors de la 17e journée, les palois s'inclinent à domicile face au RC Toulon sur le score de 29 à 33. La Section paloise s'incline au stade Chaban-Delmas lors de la 18e journée de Top 14 sur le score de 29 à 23 face à l'UBB. Lors de la 20e journée de Top 14, la Section repart avec le point de bonus défensif de Castres après une défaite 38 à 33. Pour la 21e journée de championnat, la Section s'impose 43 à 33 face à l'Aviron bayonnais et revient à trois points du club basque dans la course au maintien. En déplacement au Stade Jean-Bouin, les béarnais s'incline 46 à 32 face au Stade français Paris pour le compte de la 22e journée de Top 14. Les palois s'imposent 47 à 7 au Stade Armandie face au SU Agen lors de la 23e journée de Top 14 en marquant 8 essais par Aminiasi Tuimaba, Charly Malié, Thibault Daubagna, Siegfried Fisi'ihoi (x2), Lucas Rey, Clovis Le Bail et Jesse Mogg. Ils ramènent le point de bonus offensif et sortent de la place de barragiste. Lors de la 24e journée, les palois s'inclinent dans les dernières minutes à domicile, à cause d'un essai de Donovan Taofifenua et d'un contre en touche sur la dernière offensive de Baptiste Chouzenoux, sur le score de 29 à 35 face au Racing 92. La Section s'incline lourdement (51 à 27) au Stade Marcel-Deflandre face au Stade rochelais lors de l'avant dernière journée de Top 14. Les béarnais restent barragistes à 4 points dernière l'Aviron bayonnais et ont une dernière chance de se maintenir directement lors de la dernière journée face à Montpellier. La Section paloise s'impose face à Montpellier, 41 à 25, lors de la dernière journée de Top 14 avec 6 essais de Aminiasi Tuimaba (x2), Tumua Manu, Matt Philip (x2) et Julien Fumat (qui jouait son dernier match avant sa retraite professionnelle). Grâce à l'essai à la 81e minute de Matt Philip, la Section obtient le bonus offensif et la défaite au même moment de l'Aviron bayonnais face au Stade français, les palois finissent la saison à la 12e place et se maintiennent en Top 14.

### En Challenge européen
L'enchaînement de défaites en championnat fait que Nicolas Godignon et Frédéric Manca sont écartés et la réception des Worcester Warriors pour la 1re journée de Challenge européen est dirigée par le trio Paul Tito, Thomas Domingo et Geoffrey Lanne-Petit. La Section s'impose face à Worcester lors de la 1re journée de Challenge européen, 24 à 20 et renoue avec la victoire. Les palois s'inclinent 26 à 17 sur la pelouse des London Irish lors de la 2ème journée du Challenge avec le premier essai en équipe professionnelle pour Thibault Debaes. Le 11 janvier 2021, les matches de Challenge européen sont suspendus temporairement sur demande du gouvernement français en raison d'une augmentation des cas de Covid-19 au Royaume-Uni. À la suite de l'annulation des deux dernières journées, la Section paloise finit 9e et est éliminée du Challenge européen.

## Transferts

### Transferts en cours de saison
- Lucas Pointud rejoint le Castres Olympique en février en prêt[46].
- Florian Nicot rejoint Colomiers rugby en tant que joker médical[47].

### Joker médical
- Steven Cummins s'engage en tant que joker médical de Daniel Ramsay en début de saison[48].
- Maks Van Dyk s'engage en tant que joker médical de Mohamed Boughanmi fin mars 2021[49].
- Elton Jantjies rejoint le club en tant que joueur supplémentaire en avril 2021[50].

## Effectif
| Nom                       | Poste            | Naissance         | Nationalité sportive | Sélections (points) | Dernier club            | Arrivée au club (année) |
| ------------------------- | ---------------- | ----------------- | -------------------- | ------------------- | ----------------------- | ----------------------- |
| Geoffrey Moïse            | Pilier           | 20 août 1991      | Portugal             |                     | Formé au club           | 2011                    |
| Mohamed Boughanmi         | Pilier           | 27 octobre 1991   | France               |                     | Stade rochelais         | 2019                    |
| Malik Hamadache           | Pilier           | 17 octobre 1988   | Algérie              |                     | SC Albi                 | 2016                    |
| Lourens Adriaanse         | Pilier           | 5 février 1986    | Afrique du Sud       |                     | Sharks                  | 2017                    |
| Nicolas Corato            | Pilier           | 7 octobre 1997    | France               | -                   | FC Auch                 | 2017                    |
| Ignacio Calles            | Pilier           | 24 octobre 1995   | Argentine            | - 20 ans            | Liceo Naval             | 2020                    |
| Siegfried Fisi'ihoi       | Pilier           | 8 juin 1987       | Tonga                |                     | Stade Français          | 2019                    |
| Omar Odishvili            | Pilier           | 2 juillet 1997    | Géorgie              | -                   | Formé au club           | 2019                    |
| Lucas Pointud             | Pilier           | 18 janvier 1988   | France               |                     | Stade Toulousain        | 2019                    |
| Téo Bordenave             | Pilier           | 10 août 2001      | France               | -                   | Formé au club           | Espoir                  |
| Thomas Poulain            | Pilier           | 28 mars 2001      | France               | -                   | Formé au club           | Espoir                  |
| Quentin Lespiaucq-Brettes | Talonneur        | 16 février 1995   | France               | -                   | US Dax                  | 2015                    |
| Lucas Rey                 | Talonneur        | 27 avril 1997     | France               | -                   | Formé au club           | 2015                    |
| Rayne Barka               | Talonneur        | 5 février 1999    | France               | -20 ans             | SU Agen                 | 2018                    |
| Daniel Ramsay             | Deuxième ligne   | 1er juin 1984     | Nouvelle-Zélande     | -                   | Otago RFU               | 2012                    |
| Fabrice Metz              | Deuxième ligne   | 23 janvier 1991   | France               |                     | Racing 92               | 2016                    |
| Denis Marchois            | Deuxième ligne   | 5 février 1994    | France               | -                   | SU Agen                 | 2019                    |
| Matt Philip               | Deuxième ligne   | 7 mars 1994       | Australie            |                     | Melbourne Rebels        | 2020                    |
| Julien Delannoy           | Deuxième ligne   | 15 juin 1995      | France               | -                   | Montpellier HR          | 2018                    |
| Giovanni Habel Kuffner    | Troisième ligne  | 9 janvier 1995    | Samoa                | -                   | Formé au club           | 2015                    |
| Lekima Tagitagivalu       | Troisième ligne  | 4 décembre 1995   | Fidji                | -                   | Formé au club           | 2015                    |
| Antoine Erbani            | Troisième ligne  | 7 février 1990    | France               | -                   | SU Agen                 | 2018                    |
| Pierrick Gunther          | Troisième ligne  | 16 octobre 1989   | France               | -                   | US Oyonnax              | 2016                    |
| Baptiste Pesenti          | Troisième ligne  | 3 juillet 1997    | France               | -                   | Montpellier HR          | 2016                    |
| Matthieu Ugena            | Troisième ligne  | 25 juillet 1995   | France               | -20 ans             | Stade français          | 2018                    |
| Luke Whitelock            | Troisième ligne  | 29 janvier 1991   | Nouvelle-Zélande     |                     | Highlanders             | 2019                    |
| Gabriel Souverbie         | Troisième ligne  | 16 décembre 2000  | France               | -                   | Formé au club           | Espoir                  |
| Clément Fournier          | Troisième ligne  | 6 mai 2000        | France               | -18 ans             | Stade Dijonnais         | Espoir                  |
| Martin Puech              | Troisième ligne  | 14 décembre 1988  | France               | -                   | Colomiers rugby         | 2017                    |
| Thibault Daubagna         | Demi de mêlée    | 20 mai 1994       | France               | -                   | Formé au club           | 2013                    |
| Clovis Le Bail            | Demi de mêlée    | 29 novembre 1995  | France               | -                   | Formé au club           | 2015                    |
| Samuel Marques            | Demi de mêlée    | 8 décembre 1988   | Portugal             |                     | CA Brive                | 2019                    |
| Antoine Hastoy            | Demi d'ouverture | 4 juin 1997       | France               | -                   | Formé au club           | 2015                    |
| Thibault Debaes           | Demi d'ouverture | 30 novembre 2001  | France               | -                   | Formé au club           | Espoir                  |
| Mike Harris               | Demi d'ouverture | 8 juillet 1988    | Australie            |                     | Toshiba Brave Lupus     | 2020                    |
| Bastien Tugayé            | Demi d'ouverture | 1er février 2000  | France               | -18 ans             | Formé au club           | 2020                    |
| Julien Fumat              | Centre           | 26 mars 1987      | France               | -                   | Formé au club           | 2005                    |
| Jale Vatubua              | Centre           | 30 août 1991      | Fidji                |                     | Rebels                  | 2012                    |
| Alexandre Dumoulin        | Centre           | 24 août 1989      | France               |                     | Montpellier HR          | 2019                    |
| Tumua Manu                | Centre           | 18 avril 1993     | Samoa                | -                   | Nouvelle-Zélande Chiefs | 2020                    |
| Baptiste Couchinave       | Centre           | 25 janvier 1998   | France               | -                   | Formé au club           | Espoir                  |
| Florian Nicot             | Centre           | 30 septembre 1986 | France               | -                   | Colomiers rugby         | 2017                    |
| Atila Septar              | Centre           | 2 juin 1996       | France               | -                   | ASM Clermont            | 2018                    |
| Eliott Roudil             | Ailier           | 30 octobre 1996   | France               | -20 ans             | Stade rochelais         | 2020                    |
| Aminiasi Tuimaba          | Ailier           | 26 mars 1995      | Fidji                | à 7                 | à 7                     | 2020                    |
| Watisoni Votu             | Ailier           | 25 mars 1985      | Fidji                |                     | USA Perpignan           | 2015                    |
| Eoghan Barrett            | Ailier           | 31 mai 1999       | Irlande              | Irlande -19         | Cork                    | 2018                    |
| Vincent Pinto             | Ailier           | 10 avril 1999     | France               | -20 ans             | Formé au club           | 2018                    |
| Charly Malié              | Arrière          | 5 novembre 1991   | Espagne              |                     | US Montauban            | 2015                    |
| Hugo Bonneval             | Arrière          | 19 novembre 1990  | France               |                     | RC Toulon               | 2020                    |
| Jesse Mogg                | Arrière          | 8 juin 1989       | Australie            |                     | Montpellier HR          | 2018                    |

## Calendrier et résultats

### Préparation
| 14 août 2020 | Aviron Bayonnais | 19 - 33 | Section paloise | stade Antoine-Béguère, Lourdes |
| 14 août 2020 |                  |         |                 | stade Antoine-Béguère, Lourdes |
| 14 août 2020 |                  |         |                 | stade Antoine-Béguère, Lourdes |

| 21 août 2020 | Biarritz Olympique | 5 - 7 | Section paloise | stade Aguilera, Biarritz |
| 21 août 2020 |                    |       |                 | stade Aguilera, Biarritz |
| 21 août 2020 |                    |       |                 | stade Aguilera, Biarritz |

| 27 août 2020 | Section paloise | 12 - 14 | Castres Olympique | stade du Hameau, Pau |
| 27 août 2020 |                 |         |                   | stade du Hameau, Pau |
| 27 août 2020 |                 |         |                   | stade du Hameau, Pau |

### Top 14
| Date du match     | Domicile              | Extérieur             | Score   | Lieu du match          | Catégorie             | Classement |
| ----------------- | --------------------- | --------------------- | ------- | ---------------------- | --------------------- | ---------- |
| 4 septembre 2020  | Montpellier HR        | Section paloise       | 23 - 26 | GGL Stadium            | 1re journée du Top 14 | 5          |
| 11 septembre 2020 | Section paloise       | SU Agen               | 33 - 23 | Stade du Hameau        | 2e journée du Top 14  | 2          |
| 2 octobre 2020    | CA Brive              | Section paloise       | 19 - 13 | Stade Amédée-Domenech  | 3e journée du Top 14  | 5          |
| 11 octobre 2020   | Section paloise       | Lyon OU               | 29 - 29 | Stade du Hameau        | 4e journée du Top 14  | 2          |
| 17 octobre 2020   | Section paloise       | Union Bordeaux-Bègles | 29 - 24 | Stade du Hameau        | 5e journée de Top 14  | 3          |
| 24 octobre 2020   | ASM Clermont          | Section paloise       | 50 - 29 | Stade Marcel-Michelin  | 6e journée de Top 14  | 5          |
| 1er novembre 2020 | Section paloise       | Stade rochelais       | 24 - 35 | Stade du Hameau        | 7e journée de Top 14  | 7          |
| 7 novembre 2020   | Racing 92             | Section paloise       | 24 - 22 | Paris La Défense Arena | 8e journée de Top 14  | 7          |
| 14 novembre 2020  | Section paloise       | Stade Toulousain      | 16 - 22 | Stade du Hameau        | 9e journée de Top 14  | 10         |
| 28 novembre 2020  | RC Toulon             | Section paloise       | 18 - 13 | Stade Mayol            | 10e journée de Top 14 | 10         |
| 6 décembre 2020   | Section paloise       | Castres Olympique     | 13 - 17 | Stade du Hameau        | 11e journée de Top 14 | 10         |
| 27 décembre 2020  | Section paloise       | Stade français Paris  | 29 - 27 | Stade du Hameau        | 12e journée de Top 14 | 10         |
| 10 janvier 2021   | Section paloise       | ASM Clermont          | 31 - 42 | Stade du Hameau        | 14e journée de Top 14 | 11         |
| 16 janvier 2021   | Aviron Bayonnais      | Section paloise       | 22 - 23 | Stade Jean Dauger      | 13e journée de Top 14 | 11         |
| 24 janvier 2021   | Section paloise       | CA Brive              | 27 - 32 | Stade du Hameau        | 19e journée de Top 14 | 13         |
| 30 janvier 2021   | Lyon OU               | Section paloise       | 17 - 18 | Matmut Stadium Gerland | 15e journée de Top 14 | 11         |
| 12 février 2021   | Stade Toulousain      | Section paloise       | 31 - 9  | Stade Ernest-Wallon    | 16e journée de Top 14 | 11         |
| 20 février 2021   | Section paloise       | RC Toulon             | 29 - 33 | Stade du Hameau        | 17e journée de Top 14 | 12         |
| 6 mars 2021       | Union Bordeaux-Bègles | Section paloise       | 29 - 23 | Stade Chaban-Delmas    | 18e journée de Top 14 | 12         |
| 27 mars 2021      | Castres Olympique     | Section paloise       | 38 - 33 | Stade Pierre-Fabre     | 20e journée de Top 14 | 13         |
| 16 avril 2021     | Section paloise       | Aviron Bayonnais      | 43 - 33 | Stade du Hameau        | 21e journée de Top 14 | 13         |
| 24 avril 2021     | Stade français Paris  | Section paloise       | 46 - 32 | Stade Jean Bouin       | 22e journée de Top 14 | 13         |
| 8 mai 2021        | SU Agen               | Section paloise       | 7 - 47  | Stade Armandie         | 23e journée de Top 14 | 12         |
| 14 mai 2021       | Section paloise       | Racing 92             | 29 - 35 | Stade du Hameau        | 24e journée de Top 14 | 13         |
| 29 mai 2021       | Stade rochelais       | Section paloise       | 51 - 27 | Stade Marcel-Deflandre | 25e journée de Top 14 | 13         |
| 5 juin 2021       | Section paloise       | Montpellier HR        | 41 - 25 | Stade du Hameau        | 26e journée de Top 14 | 12         |

| Rang | Club                  | J  | V  | N | D  | Bo | Bd | Pm  | Pe   | Diff | Pts |
| ---- | --------------------- | -- | -- | - | -- | -- | -- | --- | ---- | ---- | --- |
| 1    | Stade toulousain C1   | 26 | 17 | 1 | 8  | 8  | 3  | 767 | 557  | +210 | 81  |
| 2    | Stade rochelais       | 26 | 17 | 0 | 9  | 6  | 4  | 726 | 452  | +274 | 78  |
| 3    | Racing 92             | 26 | 17 | 0 | 9  | 6  | 4  | 757 | 577  | +180 | 78  |
| 4    | Union Bordeaux Bègles | 26 | 15 | 1 | 10 | 7  | 3  | 740 | 546  | +194 | 72  |
| 5    | ASM Clermont          | 26 | 15 | 1 | 10 | 6  | 3  | 830 | 619  | +211 | 71  |
| 6    | Stade français Paris  | 26 | 15 | 0 | 11 | 6  | 4  | 701 | 622  | +79  | 70  |
| 7    | Castres olympique     | 26 | 15 | 1 | 10 | 3  | 4  | 625 | 676  | -51  | 69  |
| 8    | RC Toulon             | 26 | 14 | 0 | 12 | 7  | 3  | 641 | 605  | +36  | 66  |
| 9    | Lyon OU               | 26 | 14 | 1 | 11 | 3  | 4  | 678 | 568  | +110 | 65  |
| 10   | Montpellier HR C2     | 26 | 10 | 0 | 16 | 6  | 8  | 579 | 615  | -36  | 54  |
| 11   | CA Brive              | 26 | 11 | 0 | 15 | 2  | 5  | 585 | 711  | -126 | 51  |
| 12   | Section paloise       | 26 | 9  | 1 | 16 | 2  | 6  | 688 | 752  | -64  | 46  |
| 13   | Aviron bayonnais      | 26 | 10 | 0 | 16 | 1  | 5  | 565 | 796  | -231 | 46  |
| 14   | SU Agen               | 26 | 0  | 0 | 26 | 0  | 2  | 315 | 1101 | -786 | 2   |

|  | Qualification pour les demi-finales (no 1, no 2) et pour la Coupe d'Europe 2021-2022.                               |
|  | Qualification pour les barrages (no 3, no 4, no 5, no 6) et pour la Coupe d'Europe 2021-2022.                       |
|  | Qualification pour la Coupe d'Europe 2021-2022 (no 7 et Montpellier HR, vainqueur du Challenge européen 2020-2021). |
|  | Barrage face au finaliste de Pro D2 2020-2021 (no 13).                                                              |
|  | Relégué en Pro D2 pour la saison 2021-2022 (no 14).                                                                 |
|  | C1 : vainqueur de la Coupe d'Europe 2020-2021 • C2 : vainqueur du Challenge européen 2020-2021                      |

### Challenge européen
Dans le Challenge européen, la Section paloise est opposée aux Anglais des Worcester Warriors et des London Irish.
| Date du match    | Domicile           | Extérieur          | Score   | Lieu du match              | Catégorie                         | Classement (pts) |
| ---------------- | ------------------ | ------------------ | ------- | -------------------------- | --------------------------------- | ---------------- |
| 12 décembre 2020 | Section Paloise    | Worcester Warriors | 24 - 20 | Stade du Hameau            | 1re journée du Challenge européen | 6 (4)            |
| 20 décembre 2020 | London Irish       | Section Paloise    | 26-17   | Madejski Stadium, Reading  | 2e journée du Challenge européen  | 9 (4)            |
| 2021             | Section paloise    | London Irish       | Annulé  | Stade du Hameau            | 3e journée du Challenge européen  | - (-)            |
| 2021             | Worcester Warriors | Section paloise    | Annulé  | Sixways Stadium, Worcester | 4e journée du Challenge européen  | - (-)            |

| Rang | Club                 | J | V | N | D | Bo | Bd | Pm | Pe | Diff | Pts |
| ---- | -------------------- | - | - | - | - | -- | -- | -- | -- | ---- | --- |
| 1    | London Irish         | 2 | 2 | 0 | 0 | 2  | 0  | 60 | 25 | +35  | 10  |
| 2    | Cardiff RFC          | 2 | 2 | 0 | 0 | 1  | 0  | 61 | 20 | +41  | 9   |
| 3    | Ospreys              | 2 | 2 | 0 | 0 | 1  | 0  | 77 | 44 | +33  | 9   |
| 4    | Leicester Tigers     | 2 | 2 | 0 | 0 | 1  | 0  | 67 | 37 | +30  | 9   |
| 5    | Zebre                | 2 | 1 | 1 | 0 | 0  | 0  | 43 | 41 | +2   | 6   |
| 6    | Benetton Trévise     | 2 | 1 | 0 | 1 | 1  | 0  | 44 | 40 | +4   | 5   |
| 7    | SU Agen              | 2 | 1 | 0 | 1 | 1  | 0  | 36 | 34 | +2   | 5   |
| 8    | Newcastle Falcons    | 2 | 1 | 0 | 1 | 0  | 0  | 46 | 50 | -4   | 4   |
| 9    | Section paloise      | 2 | 1 | 0 | 1 | 0  | 0  | 41 | 46 | -5   | 4   |
| 10   | Aviron bayonnais     | 2 | 0 | 1 | 1 | 0  | 0  | 45 | 53 | -8   | 2   |
| 11   | Worcester Warriors   | 2 | 0 | 0 | 2 | 1  | 1  | 49 | 62 | -13  | 2   |
| 12   | CA Brive             | 2 | 0 | 0 | 2 | 0  | 1  | 33 | 57 | -24  | 1   |
| 13   | Stade français Paris | 2 | 0 | 0 | 2 | 0  | 0  | 20 | 72 | -52  | 0   |
| 14   | Castres olympique    | 2 | 0 | 0 | 2 | 0  | 0  | 32 | 65 | -33  | 0   |

Dans le tableau de classement, les couleurs signifient :
|  | Qualifié en huitièmes de finale en tant que club jouant à domicile.    |
|  | Qualifié en huitièmes de finale en tant que club jouant à l'extérieur. |

## Statistiques

### Championnat de France
Meilleurs réalisateurs
| Rang | Joueur | Poste | Points | Essais | Transf. | Pén. | Drops |
| ---- | ------ | ----- | ------ | ------ | ------- | ---- | ----- |
| 1    | -      | -     | -      | -      | -       | -    | -     |
| 2    | -      | -     | -      | -      | -       | -    | -     |
| 3    | -      | -     | -      | -      | -       | -    | -     |

Meilleurs marqueurs
| Rang | Joueur                    | Poste            | Essais |
| ---- | ------------------------- | ---------------- | ------ |
| 1    | Clovis Le Bail            | Demi de mêlée    | 8      |
| 2    | Lucas Rey                 | Talonneur        | 5      |
| 3    | Quentin Lespiaucq-Brettes | Talonneur        | 5      |
| 4    | Julien Fumat              | Ailier           | 4      |
| 5    | Antoine Hastoy            | Demi d'ouverture | 3      |

### Challenge européen
Meilleurs réalisateurs
| Rang | Joueur | Poste | Points | Essais | Transf. | Pén. | Drops |
| ---- | ------ | ----- | ------ | ------ | ------- | ---- | ----- |
| 1    | -      | -     | -      | -      | -       | -    | -     |
| 2    | -      | -     | -      | -      | -       | -    | -     |
| 3    | -      | -     | -      | -      | -       | -    | -     |

Meilleurs marqueurs
| Rang | Joueur | Poste | Essais |
| ---- | ------ | ----- | ------ |
| 1    | -      | -     | -      |
| 2    | -      | -     | -      |
| 3    | -      | -     | -      |
| 4    | -      | -     | -      |
| 5    | -      | -     | -      |